# George Stephens
George Stephens (13. december 1813 i Liverpool – 9. august 1895 i København) var en engelsk runeforsker og folkemindesamler.
Stephens kom 21 år gammel til Norden med brændende lyst til at lære engelskens gamle søstersprog at kende, levede længe i Stockholm, medens han også samlede viser og eventyr i Småland og flere steder (Svenska folksagor, 1. bd og Sveriges historiska och politiska visor, 1. bind, sammen med vennen G.O. Hyltén-Cavallius), og øvede både i Sverige og Danmark en vis indflydelse på interessen for folkeoverleveringer og gammel litteratur. 
1851 blev han lektor (senere professor) i engelsk ved Københavns Universitet (indtil 1893), og hans arbejdskraft samledes nu om runeforskninger, der fremlagdes i et stort billedværk Old Northern Runic Monuments (4 bind, 1866-1901, samt en forkortet udg. 1884).
Som tolker og sprogmand var Stephens ikke blandt videnskabens banebrydere, men hans værk blev en støtte for især Sophus Bugges første sikre tolkninger af urnordiske indskrifter. Stephens var en fantasirig og ildfuld natur og havde tillige en egen samlerevne, der har bragt meget og mangeartet stof frem til videnskabelig granskning.